# Andréia Horta
Andréia de Assis Horta (Juiz de Fora, 27 de julho de 1983), mais conhecida como Andréia Horta, é uma atriz brasileira. Estudou na Escola de Atores Wolf Maya. Destacou-se na televisão e no cinema, teve sua atuação aclamada pela crítica diversas vezes. Ela já ganhou vários prêmios, incluindo um Grande Otelo, um Prêmio APCA, um Kikito no Festival de Gramado e recebeu uma indicação ao Prêmio Guarani e uma indicação ao Prêmio Qualidade Brasil.
Tornou-se conhecida como protagonista da telenovela Alta Estação, emendando outros trabalhos de destaque como em Alice, Chamas da Vida, Império, Liberdade, Liberdade, Tempo de Amar e Um Lugar ao Sol. Por sua atuação como Elis Regina no filme Elis, foi aclamada pela crítica e ganhou o Grande Prêmio do Cinema Brasileiro de Melhor Atriz e o Troféu APCA na mesma categoria.

## Biografia
Desde criança fazia teatro em Juiz de Fora, em Minas Gerais. Em 2001, aos 17 anos, saiu de sua cidade para São Paulo para fazer faculdade de Artes Cênicas na Faculdade Paulista de Artes (FPA). Lá, estudou também na Escola Livre de Teatro e integrou o Teatro da Vertigem por um ano, liderado pelo diretor Antônio Araújo. Para se sustentar, fez torta de carne moída, que não deu muito certo, e bolo de laranja para vender e no ano de 2005, fazendo só teatro, começou a escrever algumas coisas e reuniu todos os seus poemas e surgiu o Humana Flor que a atriz vendia por R$7 na Rua Augusta, na região do Espaço Unibanco.

## Carreira
Estreou na televisão em 2006 em uma participação como Márcia Kubitschek na minissérie JK. No mesmo ano se tornou uma das protagonistas de Alta Estação, Tatá, uma universitária temperamental e comicamente estressada. Em 2008, protagonizou a série Alice, na HBO, co-protagonizou a telenovela Chamas da Vida como a rebelde Beatriz, filha da vilã, que vivia em conflito com a mãe por seus crimes. Em 2010 atuou como Rosângela Guedes na série A Cura. Em novembro retorna ao papel de Alice para dois especiais de fim de ano: O Primeiro Dia do Resto da Minha Vida e A Última Noite.
Também em 2010, estrelou no cinema entre as protagonistas da comédia Muita Calma Nessa Hora, sobre três jovens amigas com diferentes desilusões na vida que partem para uma viagem na praia. O filme ganhou uma continuação em 2014, Muita Calma Nessa Hora 2, em que as personagens se reencontram alguns anos depois em um grande festival de música. Ambos alcançaram mais de um milhão de espectadores.
Em 2011, interpretou a cabocla Bartira, uma das três mulheres de Farid (Mouhamed Harfouch) e mãe de três filhos, na novela Cordel Encantado. Em 2012, foi a cativante marajoara Valéria em Amor Eterno Amor. Em 2013, fez uma pequena participação em Sangue Bom, interpretando a irmã de Amora (Sophie Charlotte), Simone. Em 2014, interpreta Celeste, ex-prostituta e esposa de Marco Aurélio Baroni (Paulo Vilhena), em A Teia. No mesmo ano é escalada para interpretar Maria Clara, uma designer de joias, filha do rico comendador José Alfredo (Alexandre Nero), no núcleo protagonista de Império.
Em 2015, interpretou Elis Regina no filme Elis, e foi premiada por sua atuação. Em 2016, protagoniza a novela Liberdade, Liberdade interpretando a revolucionária Joaquina (Rosa), filha de Tiradentes, que, assim como o pai, luta contra as injustiças sociais e a desigualdade. Em 2017 inicia as gravações do longa Albatroz de Daniel Augusto como a neurocientista Dra. Weber. Posteriormente, vive Camila no episódio "Quem Cuida Dele?" da série do Fantástico, Segredos de Justiça.  Em 2017, também trabalhou na novela Tempo de Amar interpretando sua primeira vilã, Lucinda. Em 2018, a atriz volta a interpretar Elis Regina, na minissérie Elis: Viver é Melhor que Sonhar, indicada ao prêmio Emmy Internacional por melhor minissérie.
Em 2021, após adiamento da produção da novela por conta da pandemia, figura como uma das protagonistas de Um Lugar ao Sol, ao lado de Cauã Reymond e Alinne Moraes. Em 2022, gravou quatro séries: Após a novela, começou a gravar a série As Aventuras de José e Durval, interpretando a Araci Lima, mãe de Chitãozinho e Xororó. No segundo semestre, gravou a quarta temporada da série A Divisão, interpretando Lorena. Em seguida, narrou a série Jessie e Colombo com Humberto Carrão, sobre o casal Colombo Vieira de Souza Junior e Jessie Jane Vieira de Souza, militantes contra a ditadura militar. No final do ano, começou a gravar a série Betinho - No Fio da Navalha, interpretando a publicitária e ativista social Nádia Rebouças. Em 2023, Em julho, foi confirmada no elenco da série Cidade de Deus, da HBO, como a advogada Jerusa. Em 2024, em fevereiro gravou participação na série Máscaras de Oxigênio (Não) Cairão Automaticamente, também da HBO, interpretando Andréia Brito, personagem livremente inspirada em Sandra Bréa, que lutou contra a discriminação após revelar publicamente a infecção pelo vírus HIV. Também gravou o longa-metragem MMA - Meu Melhor Amigo, criado por Marcos Mion, ela interpreta Laís.

## Filmografia

### Televisão
| Ano  | Título                                            | Personagem                                     | Notas                                     |
| ---- | ------------------------------------------------- | ---------------------------------------------- | ----------------------------------------- |
| 2006 | JK                                                | Márcia Kubitschek                              |                                           |
| 2006 | Alta Estação                                      | Renata Lima (Tatá)                             |                                           |
| 2008 | Alice                                             | Alice Camargo Zanetti                          |                                           |
| 2008 | Chamas da Vida                                    | Beatriz Oliveira Santos                        |                                           |
| 2010 | A Cura                                            | Rosângela Guedes                               |                                           |
| 2010 | Alice: O Primeiro Dia do Resto da Minha Vida      | Alice Camargo Zanetti                          | Especial de fim de ano                    |
| 2010 | Alice: A Última Noite                             | Alice Camargo Zanetti                          | Especial de fim de ano                    |
| 2011 | Cordel Encantado                                  | Bartira                                        |                                           |
| 2012 | Amor Eterno Amor                                  | Valéria                                        |                                           |
| 2013 | Sangue Bom                                        | Simone Capilatti                               | Episódios: "16 de setembro–24 de outubro" |
| 2014 | A Teia                                            | Celeste / Cristina                             |                                           |
| 2014 | Império                                           | Maria Clara Medeiros de Mendonça e Albuquerque |                                           |
| 2016 | Liberdade, Liberdade                              | Joaquina da Silva Xavier / Rosa Raposo Viegas  |                                           |
| 2017 | Segredos de Justiça                               | Camila                                         | Episódio: "Quem Cuida Dele?"              |
| 2017 | Tempo de Amar                                     | Lucinda Macedo                                 |                                           |
| 2018 | O País do Cinema                                  | Apresentadora                                  |                                           |
| 2019 | Elis: Viver é Melhor que Sonhar                   | Elis Regina                                    |                                           |
| 2021 | Colônia                                           | Valeska                                        |                                           |
| 2021 | Um Lugar ao Sol                                   | Lara Moreira Trindade                          |                                           |
| 2023 | Jessie e Colombo                                  | Jessie Jane Vieira de Sousa (narradora)        |                                           |
| 2023 | As Aventuras de José e Durval                     | Araci Prudêncio de Lima                        |                                           |
| 2023 | Betinho - No Fio da Navalha                       | Nádia Rebouças                                 |                                           |
| 2024 | Óscar                                             | Apresentadora                                  |                                           |
| 2024 | Cidade de Deus: A Luta Não Para                   | Jerusa                                         |                                           |
| 2025 | A Divisão                                         | Lorena Silveira                                | Temporada 4                               |
| 2025 | Máscaras de Oxigênio (não) Cairão Automaticamente | Andréia Brito                                  |                                           |
| 2025 | Três Graças                                       | Zenilda Ferreti                                |                                           |

### Cinema
| Ano  | Título                      | Personagem           | Notas          |
| ---- | --------------------------- | -------------------- | -------------- |
| 2004 | Lapso                       | Clara                | Curta-metragem |
| 2010 | Muita Calma Nessa Hora      | Talita Mendes (Tita) |                |
| 2014 | Muita Calma Nessa Hora 2    | Talita Mendes (Tita) |                |
| 2016 | Elis                        | Elis Regina          |                |
| 2019 | Albatroz                    | Drª. Weber           |                |
| 2021 | O Jardim Secreto de Mariana | Mariana Reis         |                |
| 2024 | Ninguém Sai Vivo Daqui      | Valeska              |                |
| 2025 | MMA - Meu Melhor Amigo      | Laís                 |                |

### Internet
| Ano  | Título                                      | Personagem         | Notas                             |
| ---- | ------------------------------------------- | ------------------ | --------------------------------- |
| 2018 | Rascunhos Esquecidos de Uma Caixa Sem Saída | Leitora            | Episódio: "Cicatrizando Corações" |
| 2020 | Cara Palavra                                | Várias personagens | Também criadora/diretora          |

### Videoclipe
| Ano  | Música                     | Artista    |
| ---- | -------------------------- | ---------- |
| 2010 | "Muita Calma Nessa Hora"   | Leoni      |
| 2010 | "Meu Lugar"                | Red Trip   |
| 2011 | "Tudo Me Faz Lembrar Você" | Jota Quest |
| 2017 | "Respeita"                 | Ana Cañas  |
| 2024 | "Louva Deusa"              | Letrux     |

## Teatro
| Ano  | Título                 | Personagem         |
| ---- | ---------------------- | ------------------ |
| 2004 | Crime e Castigo        | Menor infratora #1 |
| 2009 | Sapato e Porta Retrato | Sara               |
| 2011 | Breu                   | Aurora             |
| 2019 | Jardim de Inverno      | April Wheeler      |

## Prêmios e indicações
| Ano  | Prêmio                                   | Categoria                               | Indicações                      | Resultado |
| ---- | ---------------------------------------- | --------------------------------------- | ------------------------------- | --------- |
| 2008 | Prêmio Quem de Televisão                 | Melhor Atriz                            | Alice                           | Indicada  |
| 2008 | Prêmio Extra de Televisão                | Melhor Atriz Coadjuvante                | Chamas da Vida                  | Indicada  |
| 2008 | Melhores do UOL e PopTevê                | Melhor Atriz                            | Chamas da Vida                  | Indicada  |
| 2009 | Prêmio Contigo! de TV                    | Melhor Atriz Coadjuvante                | Chamas da Vida                  | Indicada  |
| 2010 | Prêmio Qualidade Brasil                  | Melhor Atriz Série ou Minissérie        | A Cura                          | Indicada  |
| 2012 | Prêmio Contigo! de TV                    | Melhor Atriz Coadjuvante                | Cordel Encantado                | Indicada  |
| 2013 | Prêmio Contigo! de TV                    | Melhor Atriz Coadjuvante                | Amor Eterno Amor                | Indicada  |
| 2013 | Prêmio Questão de Crítica                | Elenco                                  | Breu                            | Indicada  |
| 2014 | Prêmio F5                                | Atriz Coadjuvante (série ou minissérie) | A Teia                          | Indicada  |
| 2014 | Prêmio Contigo! de TV                    | Melhor Atriz de Série/Minissérie        | A Teia                          | Indicada  |
| 2014 | Melhores do Ano                          | Melhor Atriz Coadjuvante                | Império                         | Indicada  |
| 2015 | Prêmio Contigo! de TV                    | Melhor Atriz Coadjuvante                | Império                         | Indicada  |
| 2016 | Prêmio Extra de Televisão                | Melhor Atriz                            | Liberdade, Liberdade            | Indicada  |
| 2016 | Melhores do Ano                          | Melhor Atriz de Novela                  | Liberdade, Liberdade            | Indicada  |
| 2016 | Festival de Gramado                      | Melhor Atriz                            | Elis                            | Venceu    |
| 2016 | Troféu APCA                              | Melhor Atriz                            | Elis                            | Venceu    |
| 2016 | Festival de Cinema Luso-Brasileiro       | Melhor Atriz                            | Elis                            | Venceu    |
| 2016 | Prêmio Quem                              | Melhor Atriz (Cinema)                   | Elis                            | Indicada  |
| 2017 | Prêmio Guarani de Cinema Brasileiro      | Melhor Atriz                            | Elis                            | Indicada  |
| 2017 | Prêmio Platino de Cinema Ibero-Americano | Melhor Atriz                            | Elis                            | Indicada  |
| 2017 | Grande Prêmio do Cinema Brasileiro       | Melhor Atriz                            | Elis                            | Venceu    |
| 2017 | Melhores do Ano Minha Novela             | Melhor Vilão/vilã                       | Tempo de Amar                   | Indicada  |
| 2021 | Prêmio Bibi Ferreira                     | Melhor Atriz em Peça de Teatro          | Jardim de Inverno               | Indicada  |
| 2022 | Festival Sesc Melhores Filmes            | Melhor Atriz Nacional                   | O Jardim Secreto de Mariana     | Indicada  |
| 2022 | Grande Prêmio do Cinema Brasileiro       | Melhor Atriz                            | O Jardim Secreto de Mariana     | Indicada  |
| 2022 | Prêmio Contigo! Online                   | Atriz de Novela                         | Um Lugar ao Sol                 | Indicada  |
| 2023 | Melhores do Ano                          | Atriz de Série                          | As Aventuras de José e Durval   | Indicada  |
| 2024 | Troféu Que História É Essa, Porchat?     | Melhor História de Bar                  | "Festa com Globais"             | Indicada  |
| 2024 | Los Angeles Brazilian Film Festival      | Melhor Atriz Coadjuvante                | Ninguém Sai Vivo Daqui          | Indicada  |
| 2025 | Prêmio Platino de Cinema Ibero-Americano | Melhor Atriz de Série                   | Cidade de Deus: A Luta Não Para | Pendente  |
| 2025 | Prêmio Grande Otelo do Cinema Brasileiro | Melhor Atriz de Série                   | Cidade de Deus: A Luta Não Para | Pendente  |